# Oberamt Güglingen

Wappen von Güglingen

 Das Oberamt Güglingen (bis 1759: Amt Güglingen) war ein alter württembergischer Verwaltungsbezirk, der 1810 mit der Neuordnung der Verwaltungseinheiten im neuen Königreich Württemberg überwiegend im Oberamt Brackenheim aufging. Das Amt war laut dem Königlich Württembergischen Staats-Handbuch neun Wegstunden Fußmarsch von Stuttgart entfernt.

## Geschichte
Güglingen, das seit dem Ende des 13. Jahrhunderts Stadtrechte besaß, wurde mit den Orten Pfaffenhofen, Weiler und Ochsenbach seit dem 12. Jahrhundert von den Herren von Neuffen regiert. Den Niedergang dieses Adelsgeschlechts am Ende des 13. Jahrhunderts nutzten die Grafen von Württemberg zum Erwerb größerer Gebiete, die sie zum Amt Güglingen zusammenschlossen.
Die Obervögte im Zabergäu hatten die Aufsicht über das Amt Güglingen. Nach der allgemeinen und endgültigen Abschaffung der Obervögte 1755 erhielt der bisherige Untervogt, der schon lange vorher tatsächlich die Amtsgeschäfte geführt hatte, 1759 den Titel eines Oberamtmanns.
Nach Bildung des Königreichs Württemberg wurde im Zuge der staatlichen Neugliederung das Oberamt Güglingen 1807 zunächst um das bisherige Stabsamt Ochsenburg vergrößert. Schon ein Jahr später, am 25. April 1808 wurde das Oberamt Güglingen dem Oberamt Brackenheim eingegliedert und der Landvogtei Am unteren Neckar unterstellt.

## Gemeinden
Nach einer Verordnung des Grafen Eberhard des Greiners von 1380 umfasste das württembergische Herrschaftsgebiet (Stadt und Amt Güglingen) neben der Amtsstadt und den drei Ursprungsorten Pfaffenhofen, Weiler und Ochsenbach zusätzlich die Orte Eibensbach, Frauenzimmern und Spielberg. Später kamen noch Häfnerhaslach, der Rodbachhof, Sternenfels, und je ein Teil von Leonbronn und Kürnbach hinzu.
Im Jahr 1807/08 umfasste das Oberamt Güglingen folgende Gemeinden mit zusammen 7.432 Einwohnern:
- Güglingen      1178 Seelen
- Eibensbach      282 Seelen
- Frauenzimmern   512 Seelen
- Häfnerhaslach   576 Seelen
- Kürnbach        421 Seelen(nur württ.Drittel)
- Ochsenbach      665 Seelen
- Pfaffenhofen    804 Seelen (dazu: Hof Rodbach 21 Seelen)
- Spielberg       250 Seelen
- Sternenfels     638 Seelen
- Weiler          254 Seelen

vom Stabsamt Ochsenburg waren 1807 folgende Gemeinden hinzugekommen:
- Leonbronn       396 Seelen (ein Teil hatte schon vorher zum Amt Güglingen gehört)
- Michelbach      301 Seelen
- Ochsenburg      447 Seelen (hatte bis 1807 Stadtrecht besessen; dazu: Riesenhof 18 Seelen)
- Zaberfeld       669 Seelen

Alle Gemeinden wurden in das Oberamt Brackenheim eingegliedert bis auf Kürnbach, dessen württembergisches Drittel 1810 zu Baden kam, und Sternenfels, das dem Oberamt Maulbronn eingegliedert wurde.